# Acidon evae
Acidon evae är en fjärilsart som beskrevs av Martin Lödl 1998. Acidon evae ingår i släktet Acidon och familjen nattflyn. Inga underarter finns listade i Catalogue of Life.